# Mad Hatter (album de Bonham)
Albums de Bonham
The Disregard of Timekeeping
(1989)
Mad Hatter est le deuxième album de Bonham, publié le 23 juin 1992 sur le label WTG. Coproduit par Bonham avec Tony Platt, cet album a été un échec commercial complet entrainant la séparation du groupe.

## Musiciens
- Daniel MacMaster : chant
- Ian Hatton : guitare
- John Smithson : basse, claviers et chœurs
- Jason Bonham : batterie

## Musiciens additionnels
- Tower of Power : cuivres
- Jimmy Zee : harmonica
- Craig Neil : percussions
- Terry Brock : chœurs
- Gordon Grody : chœurs

## Titres
- "Bing" – 4:48
- "Mad Hatter" – 5:20
- "Change of a Season" – 6:58
- "Hold On" – 4:20
- "The Storm" – 5:56
- "Ride on a Dream" – 5:47
- "Good with the Bad" – 6:36
- "Backdoor" – 3:34
- "Secrets" – 4:36
- "Los Locos" – 3:53
- "Chimera" – 5:54